# 庫拉瓦拉-德卡蘭加斯

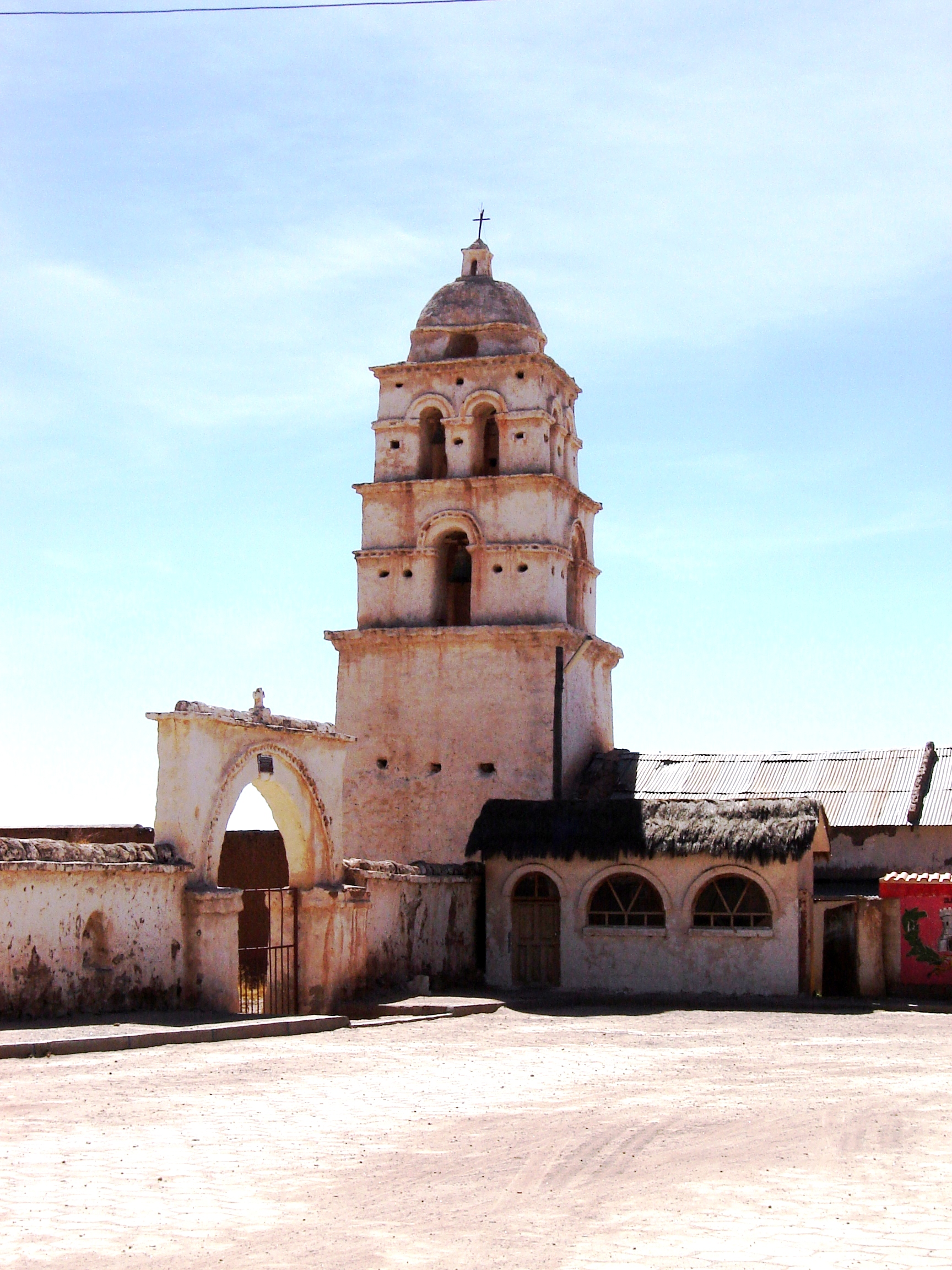

庫拉瓦拉-德卡蘭加斯（西班牙語：Curahuara de Carangas），是玻利維亞西部奧魯羅省萨哈马县的市鎮，并为该县的县府所在地。海拔高度3,914米，每年平均降雨量約330毫米。2012年市镇人口数量为8.858人。